# Метод К'єльдаля

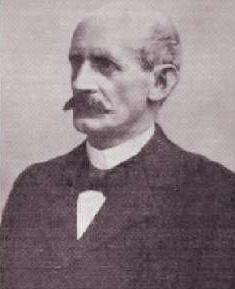
Йоган К'єльдаль

Ме́тод К'єльда́ля — хімічний спосіб кількісного визначення вмісту Нітрогену у складі органічних сполук. Метод був запропонований у 1883 році датським хіміком Йоганом К'єльдалем. Цей спосіб знайшов широке застосування у лабораторній практиці завдяки простоті його виконання і значній точності.

## Хід визначення

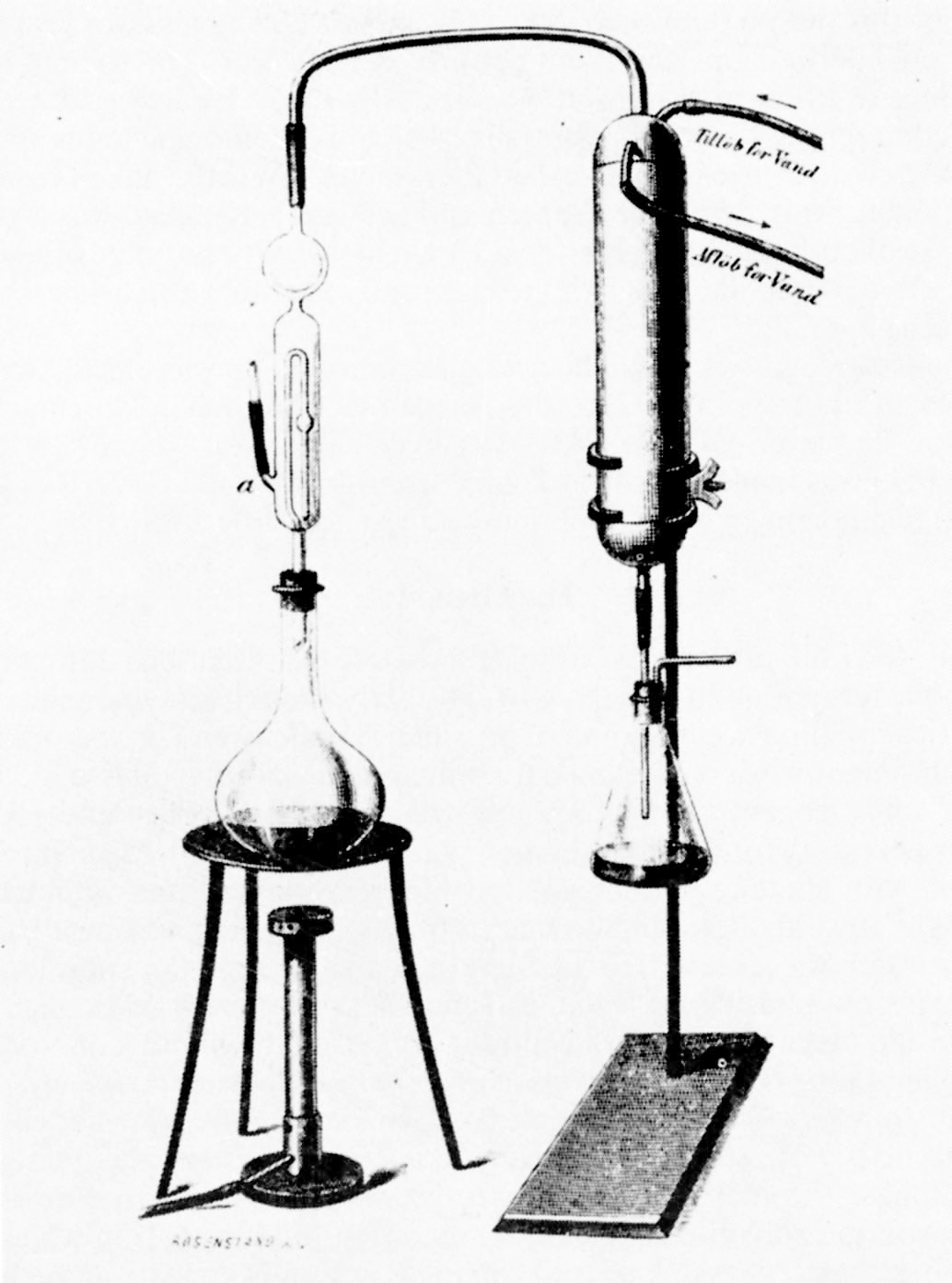
Установка для проведення аналізу, розроблена К'єльдалем

Метод складається з трьох принципових стадій:
1. розкладання наважки досліджуваної речовини у концентрованій сульфатній кислоті;
2. перегонка утворюваного аміаку та його поглинання кислотою;
3. титрування надлишку кислоти лугами.

Розкладання
Визначення Нітрогену проводять у формі аміаку. Для його утворення наважку речовини кип'ятять у концентрованій сульфатній кислоті. Отримуваний аміак in situ зв'язується кислотою у сульфат амонію. Додатково органічний Карбон окиснюється до вуглекислого газу, Сульфур — в оксид SO2, Гідроген зв'язується у воду.
[CaHbNcOdSe] + H2SO4 → NH3 + CO2 + SO2 + H2O
2NH3 + H2SO4 → (NH4)2SO4

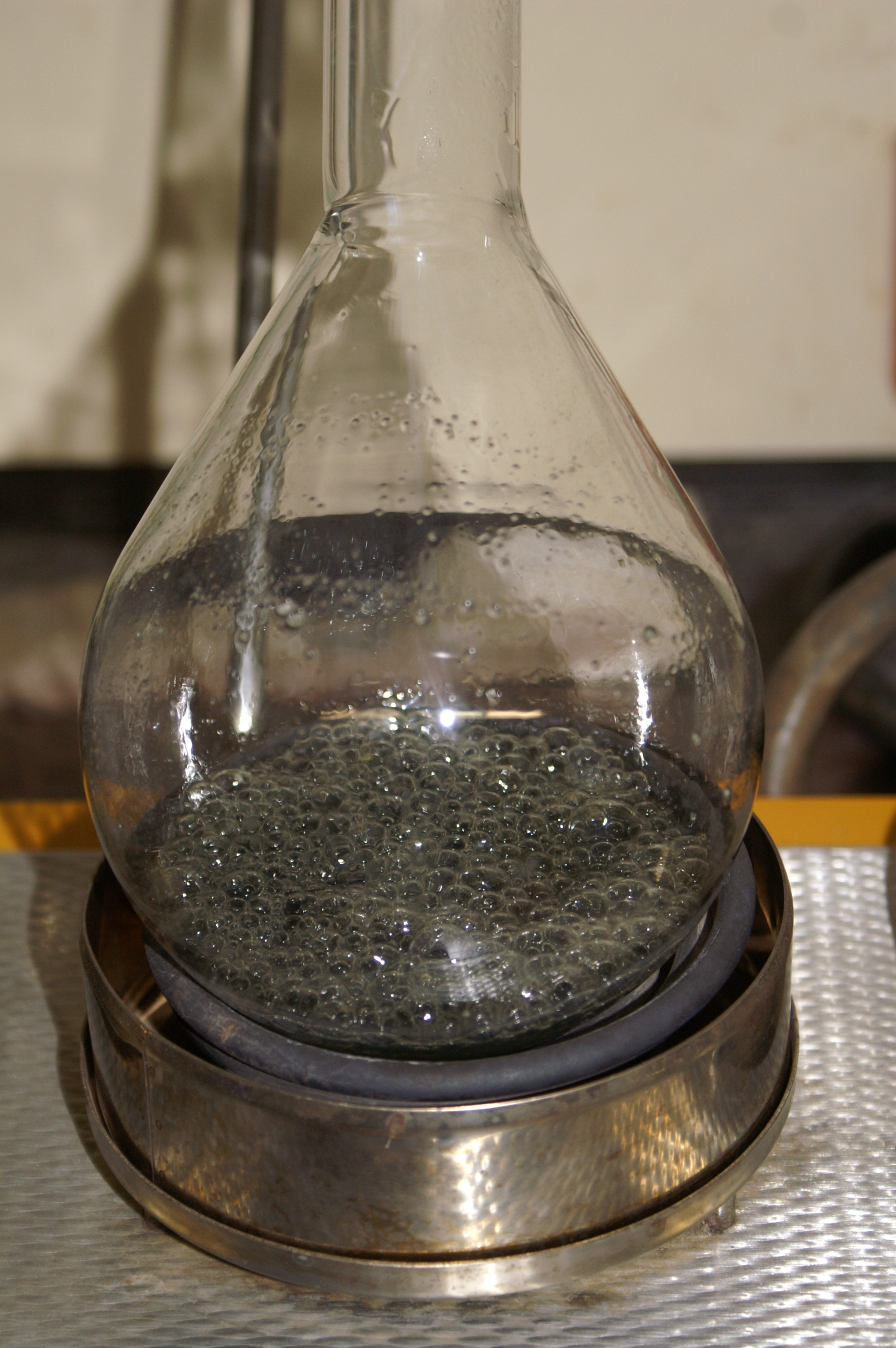
Розкладання речовини у колбі К'єльдаля

Взаємодію зазвичай проводять у колбі К'єльдаля об'ємом 500—1000 мл. Кислота, необхідна для реакції, береться у надлишковій кількості — загалом від 6 до 20 разів (у випадку білків цей проміжок становить 8—10 разів, а для жирних кислот — 18—20). Менший налишок кислоти може використовуватися для речовин, що мають високий вміст Оксигену, а великий надлишок у методі небажаний через отримання більшого об'єму розчину, з якого вилуговуватиметься аміак.
Розкладання протікає досить повільно — ця реакція сильно залежить від природи речовини. Для пришвидшення перебігу взаємодії до реакційної суміші додають каталізатори: ртуть, CuSO4, селен або різні суміші цих речовин. Час розкладання можна зменшити, додаючи окисники: перманганат калію, дихромат калію, пероксид водню. Розкладання зразку вважається завершеним, коли у розчині відсутні часточки вуглецю. Для повнішого перетворення час реакції може бути додатково збільшений, але за умови наявності достатньої кількості кислоти — в процесі взаємодії кислота поступово випаровується і температура реакційної суміші може перевищити 400 °C, що призведе до часткового розкладання сульфату амонію.
Перегонка аміаку і титрування
Після завершення розкладання реакційну суміш охолоджують, додають до неї надлишок лугу, невелику кількість тіосульфату або сульфіду натрію. Це призводить до виділення аміаку:
(NH4)2SO4 + 2NaOH → 2NH3↑ + Na2SO4 + 2H2O
Аміак, що виділяється, переганяється в інший резервуар, де поглинається зазначеною кількістю кислоти із відомою концентрацією. Типовим кислотами-поглиначами є розчини H2SO4, HCl, H3BO3. Надлишкову кількість кислоти згодом відтитровують у присутності кислотно-основних індикаторів (метилоранж для перших двох і метиловий червоний для борної кислоти):
2NaOH + H2SO4 → Na2SO4 + 2H2O

## Переваги та недоліки методу

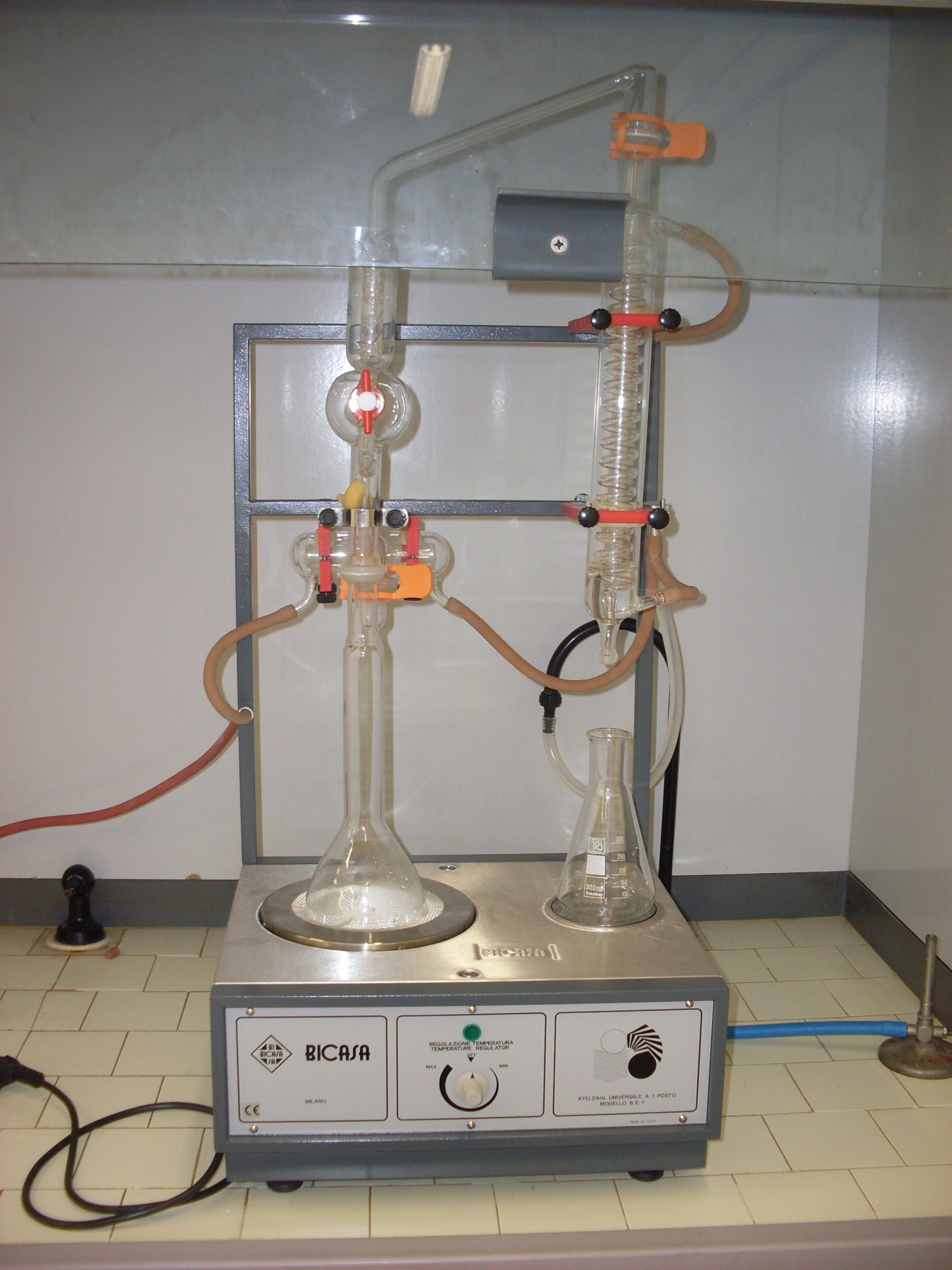
Вигляд сучасної установки

Метод К'єльдаля має широке розповсюдження завдяки простоті виконання, доступності обладнання й реактивів. Завдяки цьому він успішно втілюється в автоматичних аналізаторах. Також метод має досить високу точність, яка може бути додатково підвищена при використанні спектрофотометричного визначення замість титриметрії.
Даний спосіб має перевагу перед методом Дюма, оскільки дозволяє проводити визначення Нітрогену при його низьких концентраціях, а також при малій кількості речовини.
Проте метод має свої обмеження: так, кількісно визначити Нітроген можна лише для амінів та їхніх похідних. Інші нітрогеновмісні сполуки (головним чином, нітро-, нітрозо- й діазосполуки) одним з продуктів реакції розкладання дають молекулярний азот, що призводить до заниження кінцевих результатів. Для запобігання цьому проводять попереднє відновлення речовин за допомогою цинкового пилу в кислоті, сірки, порошкоподібної міді, хлориду TiCl3 тощо.